# Antígon (metge)
Antígon (en grec antic Ἀντίγονος) va ser un metge i cirurgià militar grec mencionat per Galè, i que per tant havia de viure al segle ii o una mica abans.
Marcellus Empiricus esmenta un metge del mateix nom, probablement la mateixa persona. Llucià de Samosata parla d'un Antígon que deia, entre altres coses, que un dels seus pacients havia tornat a la vida després d'haver estat enterrat durant vint dies.